# Храпак Петро Данилович
Народився Петро Данилович 3 жовтня 1947 року. У селі Хребтіїв Нововоушицькій громаді Кам'янець - Подільського району Хмельницької області. У 1962 році закінчив Хребтіївську восьмирічну школу, та й ще й з похвальною грамотою - першою в житті нагородою. Атестат зрілості отримав у Калюській середній школі. 
Службу в армії протягом 1966 - 1969 рр. проходив у Моськовському окрузі ППО, був акумуляторником, оператором дизель - генераторних установок, старшим електриком зміни, техніком - енергетиком військової частини. Упродовж 1969 - 1978 рр. працював електромонтером, інженером оперативно - диспетчерської групи Новоушицького району електричних мереж. Очолював "Комсомольський прожектор", обирався голово профкому, заступником секретаря партійної організації. Водночас навчався в Києвському політехнічному інституті, техніку високих напруг опановував під керівництвом професора Василя Миколайовича Винославського.
З 1986 року свою діяльність пов'язує з охороною праці на посадах технічного інспектора праці ЦК профспілки працівників АПК, технічного інспектора праці ЦК профспілки працівників електростанцій та електротехнічної промисловості. 1993 року, після створення Держнаглядпраці, очолив Хмельницьку державну інспекцію охорони праці в енергетиці, згодом став заступником начальника Хмельницької ДІОП у промисловості, начальником Хмельницької  інспекції державного нагляду на виробництвах підвищеної небезпеки. 2003 року його "Технічний регламент з безпечного виконання робіт на роз'єднувачах у розподільних мережах" , який був на той час впроваджений у Хмельницькобленерго.
2004 року з'являється нова розробка П. Д. Храпака "Технічний регламент з безпечного виконання робіт у колодязях, камерах, колекторах, інших підземних спорудах та замкнутих просторах", схвалений Хмельницькою обласною державною адміністрацією.
У 2006 році Рада з безпеки життєдіяльності населення при облдержадміністрації на селекторному засіданні схвалила розробленні ним "Алгоритми допуску до безпечного виконання робіт на будівельному майданчику" , на той час вже впровадженні в КП "Цивільжитлобут" м. Хмельницького. 
Петро Данилович став знаним у нашому краї і як автор художніх творів. Перлиною поетичного надбання автора є пісня-ба-лада "Хребтіївська затока".  З 2007 року,  член Національної спілки краєзнавців України. Петро Данилович публікує наукові статті в наукову  - краєзнавчому збірнику "Хмельницькі краєзнавчі студії".
Автор книги "Хребтіїв : старовинне подільське село на лівому березі середнього Дністра"
1. ↑  Храпак, Петро. Хребтіїв : старовинне подільське село на лівому березі середнього Дністра (PDF).